# Kirovetsstadion
Het Kirovetsstadion (Russisch: Стадион "Кировец") is een multifunctioneel stadion in Tichvin, een stad in Rusland. 
Het stadion wordt vooral gebruikt voor voetbalwedstrijden, de voetbalclub FC Leningradets maakt sinds 2018 gebruik van dit stadion. In het stadion is plaats voor 5.550 toeschouwers. Het stadion werd geopend in 1941 en vanaf 2008 gerenoveerd.